# Metalloergstadion (Donetsk)
Het Metalloergstadion is een multifunctioneel stadion in Donetsk, een stad in Oekraïne. 
Het stadion wordt vooral gebruikt voor voetbalwedstrijden, de voetbalclub Metalloerg Donetsk maakte tot 2014 gebruik van dit stadion. Het stadion werd ook gebruikt voor het Europees kampioenschap voetbal mannen onder 19 van 2009. Er werden drie groepswedstrijden gespeeld.
In het stadion is plaats voor 5.094 toeschouwers. Het stadion werd geopend in 1952.